# Аргентина на Светском првенству у атлетици у дворани 2012.
Аргентина су десети пут учествовала на Светском првенству у атлетици у дворани 2012. одржаном у Истанбулу од 9. до 11. марта. Репрезентацију Аргентине представљао је један такмичар, који се такмичио у бацању кугле.
Аргентина није освојила ниједну медаљу али је њихов такмичар оборио јужноамерички рекорд. У табели успешности према броју и пласману такмичара који су учествовали у финалним такмичењима (првих 8 такмичара) Аргентина је са једним учесником у финалу делила 39. место са 3 бода.
| Плас. | Земља     | 1. место | 2. место | 3. место | 4. место | 5. место | 6. место | 7. место | 8. место | Бр. финал. | Бод. |
| ----- | --------- | -------- | -------- | -------- | -------- | -------- | -------- | -------- | -------- | ---------- | ---- |
| =39.  | Аргентина | 0        | 0        | 0        | 0        | 0        | 1        | 0        | 0        | 1          | 3    |

## Учесници
Мушкарци:
- Херман Лауро — Бацање кугле

## Резултати

### Мушкарци
| Атлетичар    | Дисциплина   | Лични рекорд | Квалификације | Квалификације | Финале   | Финале | Детаљи |
| Атлетичар    | Дисциплина   | Лични рекорд | Резултат      | Место         | Резултат | Место  | Детаљи |
| ------------ | ------------ | ------------ | ------------- | ------------- | -------- | ------ | ------ |
| Херман Лауро | Бацање кугле | 19,86 НР     | 20,40 кв, ЈАР | 4             | 20,38    | 6 / 23 |        |